# Ilex vulcanicola
Ilex vulcanicola är en järneksväxtart som beskrevs av Standley. Ilex vulcanicola ingår i släktet järnekar, och familjen järneksväxter. Inga underarter finns listade i Catalogue of Life.